# Auletobius maroccanus
Auletobius maroccanus là một loài bọ cánh cứng trong họ Rhynchitidae. Loài này được Hoffmann miêu tả khoa học năm 1953.